# Devon Koswal
Devon Koswal (Rotterdam, 21 augustus 2003) is een Nederlands voetballer die doorgaans als verdediger speelt. Hij verruilde in 2023 FC Dordrecht voor Telstar. Hij is een neef van Leo Koswal jr.

## Clubcarrière

### FC Dordrecht
Devon Koswal speelde in de jeugd van VV Alexandria '66, Spartaan'20, Excelsior, weer Spartaan'20 en FC Dordrecht. Hij debuteerde voor FC Dordrecht op 6 december 2020, in de met 0-1 gewonnen uitwedstrijd tegen NAC Breda. Hij kwam in de 90+6e minuut in het veld voor Kürşad Sürmeli. In maart 2021 tekende hij zijn eerste profcontract. Koswal kampte in zijn tijd bij Dordrecht veel met blessures, waaronder een knieblessure van een halfjaar. In het seizoen 2022/23 kreeg hij weinig speeltijd. In totaal speelde Koswal 23 wedstrijden voor Dordrecht.

### Telstar
Medio 2023 verkaste Koswal naar Telstar. Hij debuteerde op 28 augustus tegen Jong AZ (1-3). Hij kwam acht minuten voor tijd in de ploeg voor Sebbe Augustijns. Koswal ontwikkelde zich tot basisspeler, waardoor hij in het seizoen 2024/25 bijna altijd in de basis begon. Hij speelde alle zes play-offwedstrijden voor promotie naar de Eredivisie. In de finale tegen Willem II gaf hij een assist, waardoor de wedstrijd met 3-1 gewonnen werd en Telstar promoveerde.

## Statistieken
| Seizoen | Club         | Competitie     | Competitie | Competitie | Beker | Beker | Overig | Overig | Totaal | Totaal |
| Seizoen | Club         | Competitie     | Wed.       | Dlp.       | Wed.  | Dlp.  | Wed.   | Dlp.   | Wed.   | Dlp.   |
| ------- | ------------ | -------------- | ---------- | ---------- | ----- | ----- | ------ | ------ | ------ | ------ |
| 2020/21 | FC Dordrecht | Eerste divisie | 14         | 0          | 0     | 0     | 0      | 0      | 14     | 0      |
| 2021/22 | FC Dordrecht | Eerste divisie | 5          | 0          | 0     | 0     | 0      | 0      | 5      | 0      |
| 2022/23 | FC Dordrecht | Eerste divisie | 4          | 0          | 0     | 0     | 0      | 0      | 4      | 0      |
| 2023/24 | Telstar      | Eerste divisie | 25         | 1          | 1     | 0     | 0      | 0      | 26     | 1      |
| 2024/25 | Telstar      | Eerste divisie | 28         | 0          | 1     | 0     | 6      | 0      | 35     | 0      |
| Totaal  | Totaal       | Totaal         | 76         | 1          | 2     | 0     | 6      | 0      | 84     | 1      |

Bijgewerkt op 2 juni 2025.